# The Pirate Bay

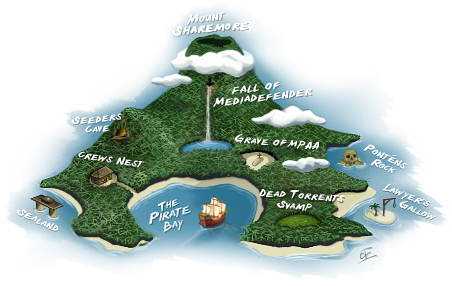

The Pirate Bay (abreviat TPB ori tpb) este un website suedez de indexare a fișierelor torrent (BitTorrent) și magnet.
Site-ul a fost creat în 2003 de către Gottfrid Svartholm, Fredrik Neij și Peter Sunde.
Site-ul Pirate Bay apare în acte ca fiind în Seychelles și este o țintă a autorităților americane din 2011. Biroul de Comerț al Statelor Unite l-a desemnat ca fiind printre site-urile cele mai populare pentru descărcatul ilegal al fișierelor. Deoarece site-ul nu folosește serverele sale pentru a stoca filme și muzică piratată, Pirate Bay a supraviețuit la numeroase încercări de a fi oprit. Site-ul folosește o aplicație externă (de ex. BitTorrent) pentru ca utilizatorii să încarce și să descarce filme, fiind o procedură mai complicată la încărcare.
La 9 decembrie 2014, The Pirate Bay a fost închis de poliția suedeză, care a confiscat servere, calculatoare și alte echipamente.
La scurt timp The Pirate Bay a revenit online, însă pe el era afișat un cronometru (care număra zilele, orele, minutele și secundele de la închiderea site-ului), un videoclip cu un steag negru de pirat și un cod Bittorrent Sync. După raid-ul din Suedia, site-ul a fost găzduit o perioadă în Republica Moldova, pe serverele companiei moldo-germane Trabia Network, apoi s-a constatat că The Pirate Bay a apelat la serviciile CloudFlare, o companie care oferă servicii de proxy ce maschează adresa reală a servelor. Din 1 ianuarie 2015, website-ul prezenta o numărătoare inversă până la data de 1 februarie 2015. Pe 31 ianuarie 2015 site-ul a redevenit activ pe numele de domeniu thepiratebay.se.(site-ul ne mai fiind în prezent)
Sigla inițială, reprezentând o navă de pirați, a fost înlocuită cu o pasăre Phoenix.

## Torrente
The Pirate Bay este un site anti-copyright de descărcare gratis a torrentelor prin linkuri Magnet URI scheme.
The Pirate Bay nu oferă nicio garanție în cea ce priveste redirectionarea utilizatorilor pe site-uri sau detectarea urmăriri, din acest motiv este recomandat folosirea de VPN-uri ce ascund ip utilizatorului. Mai există si site-uri "copi" proxy cum ar fi https://www.pirateproxy-bay.com/ și http://thepiratebaye.org/ care oferă servicii de securitate suplimentare și un trafic mai redus.

## Servere în spațiu
În 2012, datorită numeroaselor probleme pe care le-a avut The Pirate Bay cu legea [americană], s-a anunțat că serverele site-ului vor fi găzduite de drone spațiale controlate prin GPS.

## Browser web
În 2013, cu ocazia aniversării a 10 ani de la fondare, Pirate Bay și-a lansat  propriul browser, PirateBrowser.